# Xavier Cabré
Xavier Cabré Vilagut (né le 18 juillet 1966 à Barcelone) est un mathématicien espagnol, professeur d'université à l'Université polytechnique de Catalogne (UPC) de Barcelone. Il travaille dans le domaine des équations aux dérivées partielles.

## Biographie
Xavier Cabré étudie à l'Université de Barcelone où il obtient son baccalauréat en 1989. À partir de 1990, il étudie au Courant Institute de l'université de New York, où il obtient son doctorat en 1994 sous la direction de Louis Nirenberg (titre de sa thèse : Estimates for Solutions of Elliptic and Parabolic Equations). Il travaille ensuite à l'Institute for Advanced Study jusqu'en 1995, puis au Laboratoire Jacques-Louis-Lions de l'université Pierre-et-Marie-Curie, où obtient son habilitation à diriger des recherches en 1998 (suivi d'une nouvelle habilitation en Espagne en 2007). En 1998, il devient professeur titulaire de l'Universitat Politècnica de Catalunya. De 2001 à 2002, il est Harrington Faculty Fellow à l'université du Texas à Austin, où il devient  professeur associé titulaire en 2002. En 2003, il devient professeur de recherche à l'Institut catalan de recherche et d'études avancées (ICREA) et en 2008 professeur de mathématiques appliquées à l'Universitat Politècnica de Catalunya.
Xavier Cabré a été professeur invité à l'Université Paris-Dauphine, à l'Université de Cergy-Pontoise, à l'EHESS à Paris, à Toulouse, à Rouen et à l'Université de Chicago.

## Recherche
Xavier Cabré travaille sur les équations aux dérivées partielles, notamment celles de type elliptique et parabolique. Un exemple important est celui des dix-neuvième et vingt-troisième problème de Hilbert, qui concernent la régularité des solutions minimisantes des fonctionnelles elliptiques. Un progrès essentiel sur le 19e problème de Hilbert a été réalisé en 1957 par Ennio De Giorgi et, indépendamment, par John Forbes Nash.
Xavier Cabré utilise notamment des outils géométriques tels que les inégalités isopérimétriques. Il a étudié également les équations de réaction-diffusion, en particulier la diffusion fractionnaire associée aux sauts ou aux processus de Lévy. Ce sont des exemples du domaine de recherche actif de la diffusion anormale.

## Prix et distinctions
En 1995, Xavier Cabré a reçu le prix Kurt Friedrichs  de l'Université de New York. En 2013, il devient membre élu de l'American Mathematical Society. En 2020-21, il est conférencier plénier du 8e Congrès européen de mathématiques.
En 2023, Xavier Cabré est un des lauréats du Frontiers of Science Award, décerne lors du premier International Congress of Basic Science (ICBS) à Pékin, prix partagé avec Alessio Figalli, Xavier Ros-Oton, et Joaquim Serra pour leur article  « Stable solutions to semilinear
elliptic equations are smooth up to dimension 9 » paru dans  Acta Mathematica.
De 2014 à 2017, Xavier Cabré est membre du comité de rédaction du  Journal de la Société mathématique européenne.
Joaquim Serra est l’un de ses anciens doctorants, ainsi que Iñigo Erneta.

## Publications (sélection)
Livre
- 1995 : avec Luis Caffarelli, Fully nonlinear elliptic equations, American Mathematical Society (AMS), coll. « Colloquium Publications. » (no 43), 1995, v + 104 (ISBN 978-0821804377, zbMATH 0834.35002)).

Articles
- 1998 : avec Haïm Brezis, « Some simple nonlinear PDE's without solutions », Bollettino della Unione Matematica Italiana, vol. 1-B,‎ 1998, p. 223–262 (lire en ligne, consulté le 10 février 2025).
- 2000 : avec Luigi Ambrosio, « Entire solutions of semilinear elliptic equations in {\displaystyle \mathbb {R} ^{3}} and a conjecture of De Giorgi », Journal of the AMS, vol. 13, no 4,‎ 1er octobre 2000, p. 725–739 (DOI 10.1090/S0894-0347-00-00345-3, lire en ligne, consulté le 10 février 2025).

- 2001 :  avec Giovanni Alberti et Luigi Ambrosio, « On a Long-Standing Conjecture of E. De Giorgi: Symmetry in 3D for General Nonlinearities and a Local Minimality Property », Acta Applicandae Mathematica, vol. 65, no 1,‎ 2001, p. 9–33 (DOI 10.1023/A:1010602715526, lire en ligne)
- 2003: avec Ernest Fontich et Rafael de la Llave, « The parameterization method for invariant manifolds : I: Manifolds associated to non-resonant subspaces et II: Regularity with respect to parameters », Indiana University Math. J., vol. 52,‎ 2003, p. 283–328 et 329–360 (DOI 10.1512/iumj.2003.52.2245 ).
- 2005: - Idem, « The parameterization method for invariant manifolds III: Overview and applications », Journal of Differential Equations, vol. 218,‎ 2005, p. 444–515.
- 2005 : avec J. Solà-Morales : Layer solutions in a half-space for boundary reactions, Communications on Pure and Applied Mathematics, Volume 58, 2005, pp. 1678–1732
- 2010 :  avec J. Tan : Positive solutions of nonlinear problems involving the square root of the Laplacian, Advances in Mathematics, Volume 224, 2010, pp. 2052–2093
- 2015 : avec Y. Sire : Nonlinear equations for fractional Laplacians, I: Regularity, maximum principles, and Hamiltonian estimates, Annales de l'Institut Henri Poincaré (Analyse non linéaire), Volume 31, 2014, pp. 23–53, Partie 2, Transactions of the AMS, Volume 367, 2015, pp. 911–941
- 2020 : Xavier Cabré, Alessio Figalli, Xavier Ros-Oton et Joaquim Serra, « Stable solutions to semilinear elliptic equations are smooth up to dimension $9$ », Acta Mathematica, vol. 224, no 2,‎ 23 juin 2020, p. 187–252 (DOI 10.4310/ACTA.2020.v224.n2.a1, arXiv 1907.09403)

- 2023 : Xavier Cabré, « Regularity of stable solutions to reaction-diffusion elliptic equations », Proceedings of the 8th congress 2021., European Mathematical Society (EMS),‎ 2023, p. 1-8 (DOI 10.4171/8ecm/13 , lire en ligne)
- 2024 : avec Iñigo U. Erneta  et Juan-Carlos Felipe-Navarro, « A Weierstrass extremal field theory for the fractional Laplacian », Advances in Calculus of Variations, vol. 17, no 4,‎ 1er octobre 2024, p. 1067–1093 (DOI 10.1515/acv-2022-0099 , arXiv 2211.16536, présentation en ligne)

## Liens Web
- Ressources relatives à la recherche :   - Canal-U
  - Dimensions
  - Mathematics Genealogy Project
  - ORCID
- Notices d'autorité :   - VIAF
  - ISNI
  - BnF (données)
  - IdRef
  - LCCN
  - GND
  - CiNii
  - Israël
  - NUKAT
  - Catalogne
  - Norvège
  - Lettonie
  - WorldCat
- Page d'accueil, UPC